# Гудрід Торб'ярнардоттір
Заголовок цієї статті — це ісландське ім'я, де Гудрід — особове ім'я, а Торб'ярнардоттір — ім'я по батькові. 
Гудрід Торбьярнардоттір (тобто Гудрід, дочка Торбйорна, ісл. Guðríður Þorbjarnardóttir (близько 980, ферма Лейгарбрекка на мисі Снайфедльснес — середина XI ст., сел. Глеймбайр) — ісландська мандрівниця, дружина Торфінна Карлсефні.

## Біографія
Її біографія примітна тим, що вона жила в різних місцях скандинавського світу свого часу, а ближче до кінця життя також активно подорожувала по Європі.
Її подорожі почалися, коли вона висловила бажання вийти заміж за якогось Ейнара, чий батько був рабом. Батько, Торбйорн Вілфіссон, відмовив їй, і вона почала шукати спосіб втекти. Однак замість цього їй довелося покинути Ісландію і вирушити у поїздку зі своїм батьком, щоб супроводжувати Еріка Рудого. За неясних обставин вона вийшла заміж за якогось Торіра, який теж брав участь в експедиції. Більшість учасників загинула; ті, хто залишилися в живих, перезимували на далекому узбережжі Гренландії, після чого їх привіз на батьківщину Лейф Ейрікссон.
Після повернення вона оселилася в сел. Браттаглід у Гренландії, де вийшла заміж за Торстейна, брата Лейфа і сина Еріка. Приблизно в цей час, згідно з сагами, вона познайомилася з християнством; згадується епізод, коли вона спочатку відмовлялася виконувати магічні співи, якими вона володіла, оскільки вважала їх несумісними з християнством, але присутнім вдалося її вмовити.
Разом зі своїм новим чоловіком Торстейном вона вирушила в невдалу подорож у Вінланд в Північній Америці, який, ймовірно, відповідає недавно відкритому поселенню Л'Анс-о-Медовз на Ньюфаундленді в Канаді. Брат її чоловіка, Лейф Еріксон, заснував поселення в Вінланді, яке проіснувало кілька років, і зараз вважається першим європейцем, що висадився в Північній Америці (за винятком Гренландії).
Торстейн не зміг дістатися до Вінланда — він та багато членів команди померли від епідемії в Гренландії під час зимування. Гудрід деякий час залишалася разом з його тілом, а потім знову переїхала в Браттаглід, де вийшла заміж за торговця на ім'я Торфінн Карлсефні. Близько 1010 року вони зробили спробу колонізувати Вінланд на трьох кораблях з 160 поселенцями. Серед поселенців була Фрейдіс Еріксдоттір, яка, згідно з Сагою про гренландця і Сагою про Еріка Рудого, була сестрою або зведеною сестрою вищезгаданого Лейфа Ейрікссона та уславилася своєю підступністю.
У Вінланді Гудрід народила від свого нового чоловіка Торфінна сина на ім'я Сноррі Торфіннссон; він був першим відомим європейцем, народженим в Новому Світі. Незабаром після народження Сноррі невелика сім'я повернулася до Гренландії. В Ісландії від Торфінна народився її другий син Торбйорн.
Через деякий час її чоловік помер, і ферму успадкував Сноррі. Сноррі мав численне потомство, у Торбйорна був один син; нащадки обох також залишили потомство.
У той час відбувалася християнізація Ісландії. Гудрід зіграла важливу роль у поширенні християнства, а після одруження сина вирушила в паломництво в Рим. Вона відвідала Ватикан, де розмовляла з Папою про релігію і про те, що він бачив. Поки вона подорожувала, Сноррі побудував церкву поруч з сімейними володіннями в селищі Глеймбайр на північній частині Ісландії.
Після повернення з Риму Гудрід повністю присвятила себе релігії і жила в самоті, за що її стали пізніше шанувати як святу, хоча церква ніколи не зараховувала її ні до святих, ні до блаженних. Лютеранська церква присвятила їй церкву в новому районі Графархольт, на північній околиці Рейк'явіка.

## У культурі
Її історія розказана в романі шотландської письменниці Маргарет Ельфінстон, опублікованому в 2000 році під назвою «Морська дорога».
Також її історія згадується в розділі «Пілігрим» в книзі «По давнім вулицям» Матейса Діна.
У романі Гаррі Гаррісона «Фантастична сага» історія Гудрід розказана в пародійному ключі; за сюжетом, вона була американською актрисою, яка опинилася в минулому і поїхала з Торфінном в Північну Америку, сприймаючи це як частину кіносценарію, але остаточно прив'язалася до нього після народження сина Сноррі у Вінланді.